# Patriot Day
Pour les articles homonymes, voir Patriot.
Ne pas confondre avec le Patriots' Day, commémorant les batailles de Lexington et Concord.
Ne doit pas être confondu avec Patriots Day (film).
Le Patriot Day (littéralement : « journée des patriotes »), qui a lieu le 11 septembre de chaque année depuis 2002, est une journée nationale américaine de recueillement et commémorant les 2 977 victimes des attentats du 11 septembre 2001. Initialement, cette journée a été appelée Prayer and Remembrance for the Victims of the Terrorist Attacks on September 11, 2001 (« journée de prière et du souvenir des victimes des attaques terroristes du 11 septembre 2001 ») avant de prendre son nom actuel en 2009. La plupart des Américains qui ont vécu les attaques appellent simplement cette journée 9/11 ou September Eleventh (en France, le terme 11-Septembre est utilisé).

## Historique
La résolution conjointe no 71 de la chambre des Représentants a été approuvée par un vote de 407 voix contre 0, le 25 octobre 2001. Cette résolution demande au président américain de désigner le 11 septembre de chaque année comme étant le Patriot Day. Le Président George W. Bush la promulgue alors le 18 décembre 2001 (devenant alors la Public Law 107-89) et proclame cette journée comme étant le Patriot Day le 4 septembre 2002.
La Public Law 111-13, approuvé le 21 avril 2009, le Congrès des États-Unis demande que le 11 septembre soit désigné National Day of Service and Remembrance (Journée nationale du service et du souvenir).
En cette journée, le président des États-Unis demande que les drapeaux soient mis en berne dans chaque foyer américain, à la Maison-Blanche, et dans tous les bâtiments administratifs américains, sur le territoire national ou à l'étranger. Il demande également à ses compatriotes de respecter une minute de silence à 8 h 46 (EDT), heure à laquelle le premier avion détourné a percuté la tour nord du World Trade Center.
À partir de 2009 et à cause de la Fusillade de Fort Hood au Texas où Nidal Malik Hasan, un militaire américain d'origine palestinienne et de religion musulmane et ayant fait allégeance à Al-Qaïda avait fait feu sur ses collègues, tuant 13 d'entre eux et en en blessant une trentaine d'autres; Patriot Day ne fut plus exclusivement en la mémoire des victimes des attentats du 11 septembre 2001 mais en l'honneur des victimes américaines d'attentats et d'actes terroristes.
En 2016, il avait été envisagé que le Patriot Day serait en l'honneur non seulement des victimes américaines d'attentats et d'actes terroristes mais également en l'honneur de toutes les victimes d'attentats et d'actes terroristes dans l'ensemble du monde et quelle que soit la nationalité de ces victimes, mais seules les victimes des attentats du 11 septembre 2001 seront honorées. L'hommage aux autres victimes d'attentats (américaines ou non) serait désormais reporté sur un autre jour plus ou moins proche de Memorial Day.

## Cérémonies

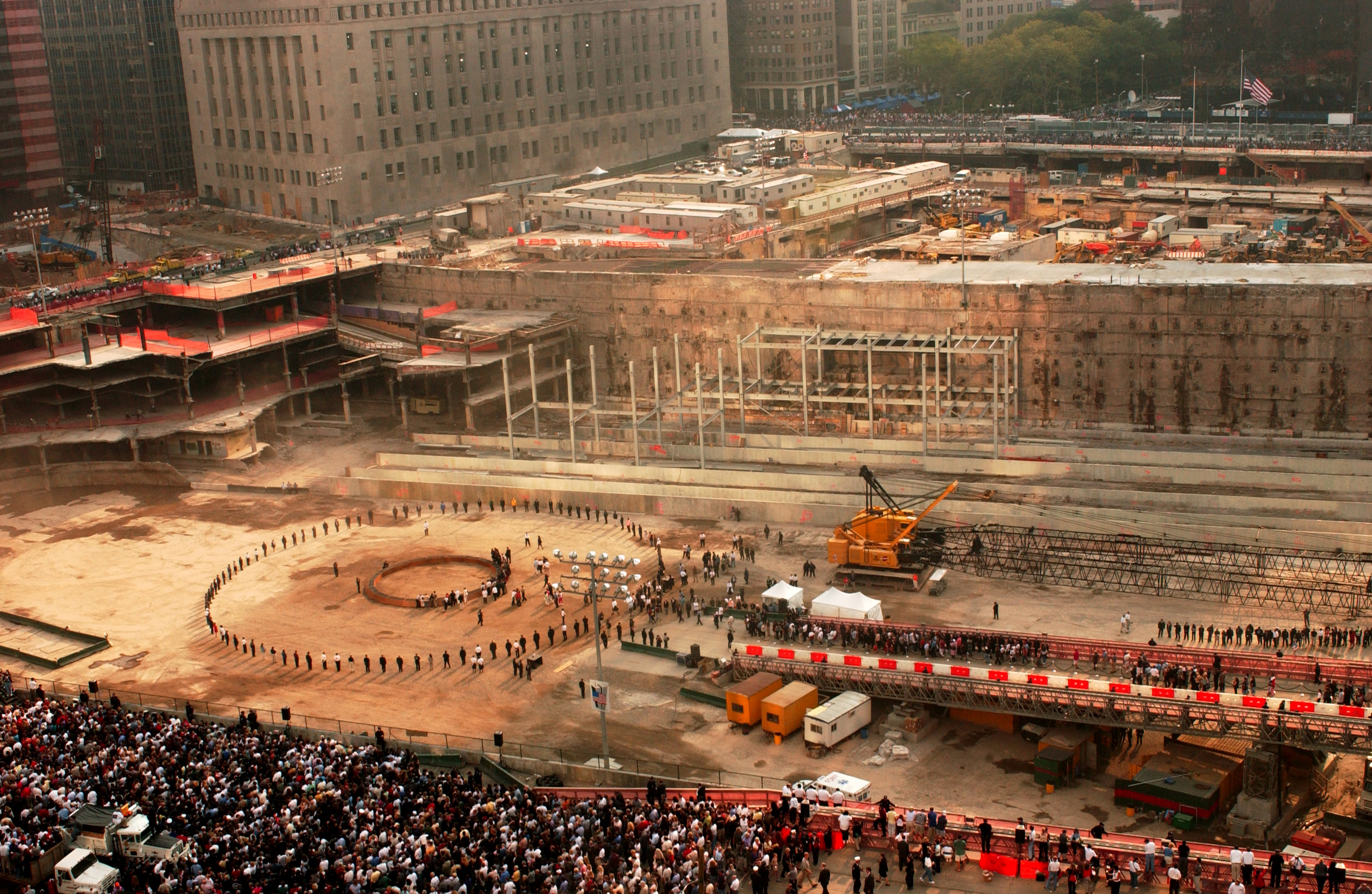
La cérémonie new-yorkaise à Ground Zero, le 11 septembre 2002.

À New York, plus précisément à Ground Zero, l'ancien site du World Trade Center, une cérémonie se tient toute la matinée. Six coups de cloche, correspondant aux heures des crashs aériens et aux effondrements des deux tours (à 8 h 46, 9 h 03, 9 h3 7, 9 h 59, 10 h 03 et 10 h 28 EDT), marquent les moments de recueillement, où une minute de silence est respectée. Le reste du temps, une lecture des noms des 2 977 victimes est faite par les proches, sauveteurs et personnalités politiques. Une autre cérémonie a lieu au Pentagone.
Entre 2002 et 2010, alors que le site était en cours de reconstruction, un bassin circulaire se trouvait au centre et les personnes pouvaient y jeter une fleur. À partir de 2011, avec l'achèvement du mémorial du 11-Septembre, les proches fleurissent les noms sur les rebords des deux grands bassins symbolisant les Twin Towers.
Une minute de silence est observée à 08:46 AM EST dans les états de l'Est des États-Unis, heure à laquelle le premier avion s'est encastré dans la première tour du WTC, les autres États-Unis contigus eux ont choisi 10:03 AM EST, heure à laquelle la tour du WTC encore debout s'est finalement effondrée, l'Alaska et Hawaï ont quant à eux choisi de mettre la minute de silence à 11:00 AM heure locale, ces différences étant dues au décalage horaire.